# Oskar Dickmann
Oskar Franz Emil Dickmann (* 12. Jänner 1896 in Wien; † 14. Dezember 1972 in Locarno)  war ein österreichischer, später schweizerischer Maler, Grafiker, Zeichner und Bildhauer.

## Leben
Dickmann war böhmischer Herkunft und verbrachte seine Jugend in Zürich. Er machte 1910/1911 eine Lehre bei einem Architekten und war von 1911 bis 1914 als Klischeezeichner tätig. Nach einem Studium an der Kunstgewerbeschule Zürich ließ er sich von Albert Nyfeler im Lötschental in Landschaftsmalerei und 1919/20 von Willy Fries in Zürich zum Porträtmaler und Graphiker ausbilden, studierte aber auch Klavier. Die Aktmalerei erlernte er 1925 bei Gustave François in Genf. 1936 siedelte Dickmann nach Ascona um und war in der Folge im Tessin tätig. Seit den späten 1940er Jahren nannte er sich Oskar Dikman und signierte seine Werke vermehrt mit Dikman. Von Dickmann stammen vor allem Porträts, Bauernhöfe, Landschaften aus dem Tessin, dem Engadin und dem Berner Oberland sowie Marien- und Jesus-Bildnisse. Ab 1950 lebte er in Muralto, wo er auch seinen Lebensabend verbrachte.
Er war auch als Musiker in der Schweiz tätig, spielte Jazzmusik, deren Vorreiter er im Tessin war.
Dickmann war verheiratet mit Marta Hediger, sie hatten einen Sohn, den Pianisten, Komponisten, Musikkritiker und Hörspielautor Roberto.

## Rezeption
Oskar Dickmann wurde zu Lebzeiten im Künstler-Lexikon der Schweiz geführt; postume Einzelausstellungen und Personenartikel im Lexikon der zeitgenössischen Schweizer Künstler, dem Biografischen Lexikon der Schweizer Kunst und dem Allgemeinen Künstlerlexikon. Die Bildenden Künstler aller Zeiten und Völker (2000) sowie Niklaus Starcks „Führer zu besonderen Grabstätten“ Unter der Tessiner Sonne (2013) erinnern bis heute an den nur noch wenig bekannten Dickmann. 1985 war der Maler außerdem Gegenstand der Ausstellung der Hochschule für Angewandte Kunst in Wien Die Vertreibung des Geistigen aus Österreich. Zur Kulturpolitik des Nationalsozialismus.

## Auszeichnungen
- artista asconese[6]

## Ausstellungen (Auswahl)
- 1935: Oskar Dickmann, Helen Labhardt, Magda Werder, Kunstmuseum St. Gallen[7][8]
- 2012: Oskar Dikman, Sanctuarium Artis Elisarion in Minusio,[9]
- 2022: Oskar Dikman (1896–1972),  Chiesa Evangelica, Ascona,[10]